# 柳京飯店
柳京飯店（朝鲜语：／ Ryugyŏng Hotel）是位於朝鲜民主主义人民共和国首都平壤市一座高度330（1,080英尺）的金字塔狀摩天大樓，设计层数105层，其名稱“柳京”為平壤的古名之一。柳京飯店又因其樓層數而有“105大樓”的別稱。柳京飯店是一座混合用途發展的摩天大楼，其中包含一个约3,000间客房的酒店。
柳京飯店於1987年動工，惟後來因苏联解体和失敗經濟政策導致的「苦难的行军」饑荒而於1992年停工。1992年後，柳京飯店建築封頂，但未安裝窗戶與內部配件。柳京飯店於2008年復工，而外牆於2011年完工。柳京飯店曾多次預計启用而未果，例如预计2012年建國領導人金日成100歲冥誕時启用，随后2013年宣告柳京飯店局部啓用，但中途取消。柳京飯店一側外牆於2018年安裝LED螢幕，用於播放政治宣傳動畫與電影。柳京饭店至今仍未投入使用，是世界上最大的烂尾工程。

## 建築
柳京飯店高330（1,080英尺），使之成為平壤天際線至為突出的部分，以及北韓境內最高的建築物。柳京飯店原定於1992年朝鮮勞動黨總書記金日成80歲壽辰時完工，如成事，柳京飯店將成為當時世界最高的酒店。柳京飯店在位於天津的高银金融117封頂前是世界最高的爛尾建築。
柳京飯店分為三翼，各翼長100（330英尺）、闊18（59英尺），與地面保持75度的傾角，並於頂部聚成一點。柳京飯店的頂部為40（130英尺）闊的截錐，內有8層預定旋轉樓層，上有6層固定樓層。柳京飯店原預期將設有5所旋轉餐廳，以及3,000或7,665間客房。根據2009年奧斯康集團的哈立德·比沙拉的説法，柳京飯店將不會僅作為酒店，而會成為混合用途發展大樓，其中將設有旋轉餐廳與“酒店住宿、公寓與商務設施的混合體”。

## 建造

### 開工
北韓建造大型酒店的計劃據傳是冷战背景下對1986年由大韩民国（南韓）公司雙龍集團興建的史丹福瑞士酒店完工的回應。北韓領導層將柳京飯店項目設想為西方投資者進入北韓市場的渠道。北韓當局為此成立“柳京飯店投資與管理”公司，並預期能吸引2.3億美元的外國投資。北韓政府的代表承諾會放鬆監管力度，並容許“外國投資者經營賭場、夜總會或接待飲食店”。北韓建築公司白頭山建築研究院（백두산건축연구원）於1987年開始興建一座金字塔狀的酒店大樓。
柳京飯店原定於1992年時任朝鮮勞動黨總書記金日成80歲壽辰時開業，惟因建築方法與材料等問題使完工日期延誤。如柳京飯店如期開業，柳京飯店將超越史丹福瑞士酒店成為當時世界最高的酒店與世界第七高樓。

### 停工
柳京飯店大樓於1992年達到其完整的建築高度後因蘇聯解體導致的經濟危機而停工。日本報章估計柳京飯店造價7.5億美元，約為北韓国内生产总值的2%。柳京飯店在此後逾10年空置，未安裝任何窗戶、固定裝置或配件，如同巨大的混凝土外殼。一台生鏽的建築起重機仍留在大樓頂部，英国广播公司形容柳京飯店“使人想起極權主義政權未竟的野心”。根據馬庫斯·諾蘭（Marcus Noland）的説法，朝鮮半島歐洲商會於1990年代後期對柳京飯店大樓進行檢查，並得出大樓無法修復的結論。柳京飯店大樓的混凝土質量與電梯井定位遭受質疑，惟部分消息人士稱相關問題“不實”。
ABC新聞於其2006年的報導對北韓是否有充足的原材料與能源進行如此浩大的工程表示質疑。有北韓政府官員於2008年向《洛杉磯時報》透露柳京飯店建造工程“因資金不足”而未能完成。
雖然在柳京飯店興建初期，北韓郵票上出現了酒店完工後的模擬圖像，但北韓政府仍於停工期間忽略佔據平壤天際線的柳京飯店的存在。北韓政府對官方照片進行篡改，以將爛尾的柳京飯店自平壤的天際線中移除，並不再在印刷本平壤地圖上顯示柳京飯店。
柳京飯店的停工、有關其各種問題的傳聞與有關其未來的謎團使外國媒體稱之為“世界最差建築物”、“厄運酒店”與“幽靈酒店”。

### 復工

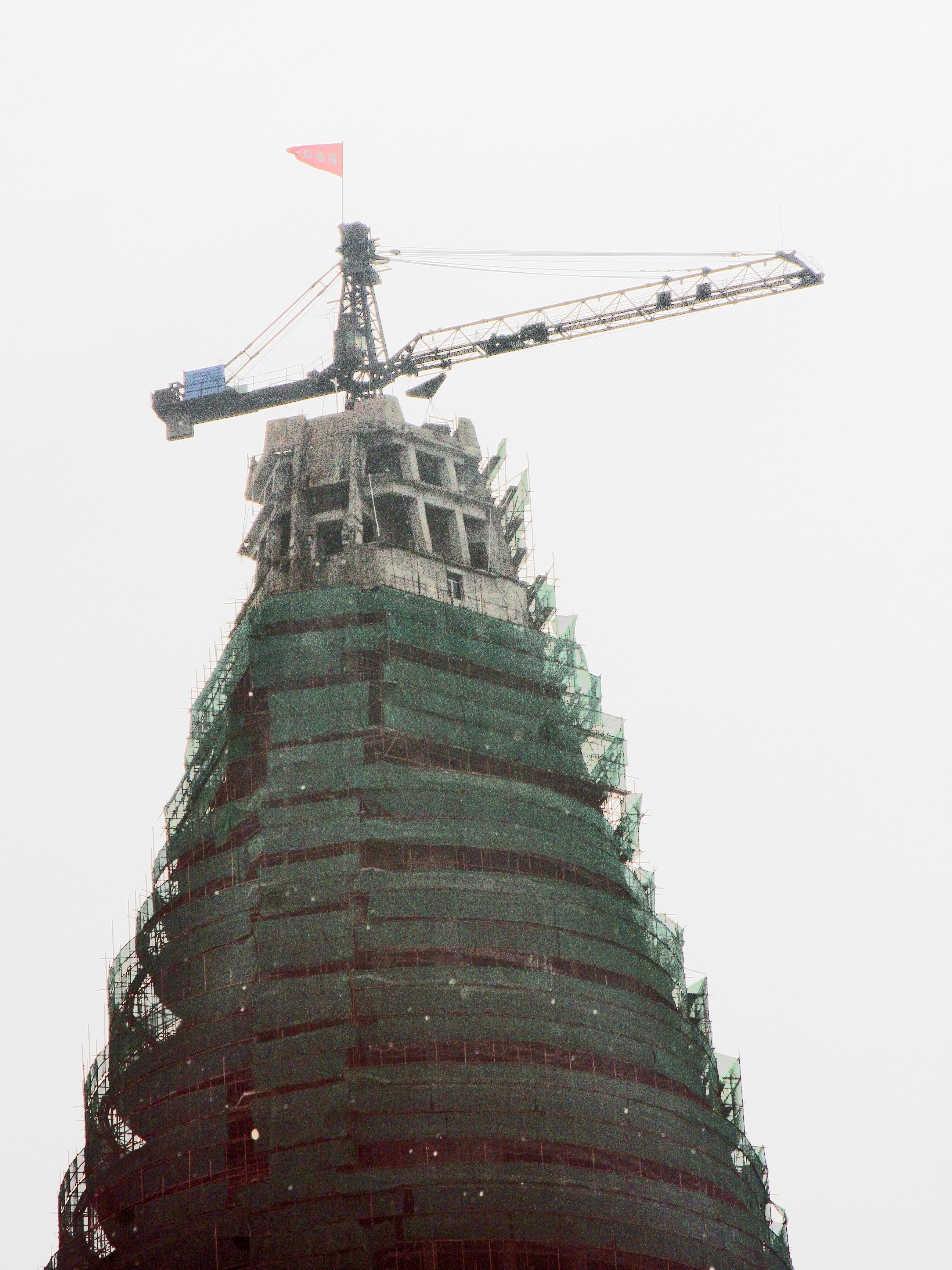
復工後一段時間的柳京飯店頂部（2008年9月）

2008年4月，埃及建築公司奧斯康集團恢復了停工16年的柳京飯店的建造工程。奧斯康集團此前已與北韓政府簽訂價值4億美元的協議以建設與營運北韓境內的3G蜂窝网络，而奧斯康集團表示其電訊業務交易與柳京飯店的工程並無直接關係。。北韓政府官員於2008年稱柳京飯店將於2012年建國領導人金日成100歲冥誕時完工。奧斯康集團首席營運官哈立德·比沙拉於2009年稱集團在解決柳京飯店大樓的結構問題上“未遇到太多問題”，並稱柳京飯店頂部將設旋轉餐廳。
2011年7月，有報導稱柳京飯店的外牆已完工。奧斯康集團在復工期間為柳京飯店安裝外牆玻璃面板與電訊天線。高麗旅遊於2012年9月首次對外公開柳京飯店內部的照片，其時柳京飯店未安裝太多固定裝置與家具。

### 取消計劃
2012年11月，國際酒店營運商凯宾斯基酒店宣告其將營運柳京飯店，而柳京飯店則預計於2013年中局部啓用。2013年3月，柳京飯店啓用的計劃遭推遲。凱賓斯基酒店澄清其先前聲明的內容僅進行過“初步討論”，而由於“目前無法進入市場”的關係，凱賓斯基酒店未就柳京飯店項目簽署任何協議。
凱賓斯基未詳細説明柳京飯店延遲啓用的原因，但評論員認為2013年朝鲜核试验相關的國際緊張局勢、經濟風險與施工延誤可能是延遲啓用的部分原因。

### 再次开工
有跡象表明柳京飯店於2016年末正進行翻新，並且有報導稱奧斯康集團派出代表訪問了北韓。
柳京飯店現場於2017年與2018年初有施工跡象，並正在修建連接道路。2018年4月的報導稱柳京飯店大樓頂部安裝了一個顯示北韓國旗的大型LED螢幕。柳京飯店大樓的一翼全翼於翌月亦安裝了LED螢幕，用於播放各種政治口號以及政治宣傳，並且有報導稱柳京飯店大樓已預備供酒店業者進駐。2018年7月時，LED螢幕用於播放動畫與電影。柳京飯店正門上方於2019年6月安裝書有酒店諺文與羅馬字名稱的新招牌。
2024年，北韓政府開始尋找願意完成修建柳京飯店以換取賭場營運權的賭場營運商。

## 交通
- 平壤地鐵革新線：建設站

## 相冊

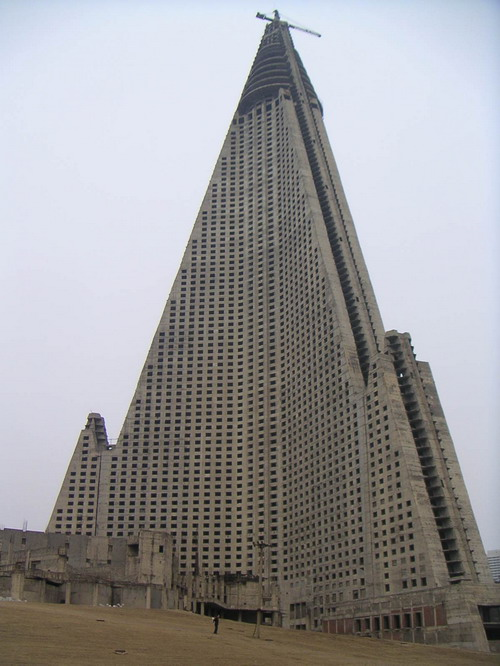
2004年3月
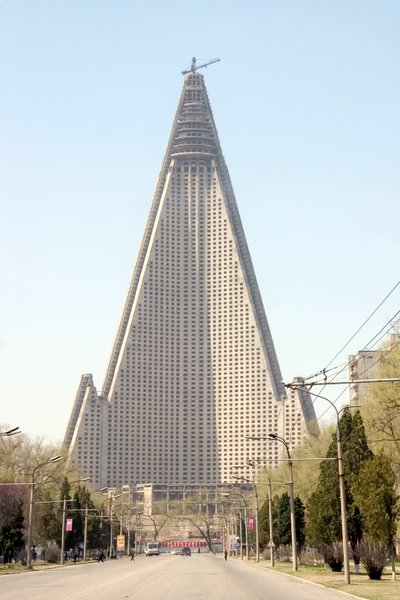
2005年4月
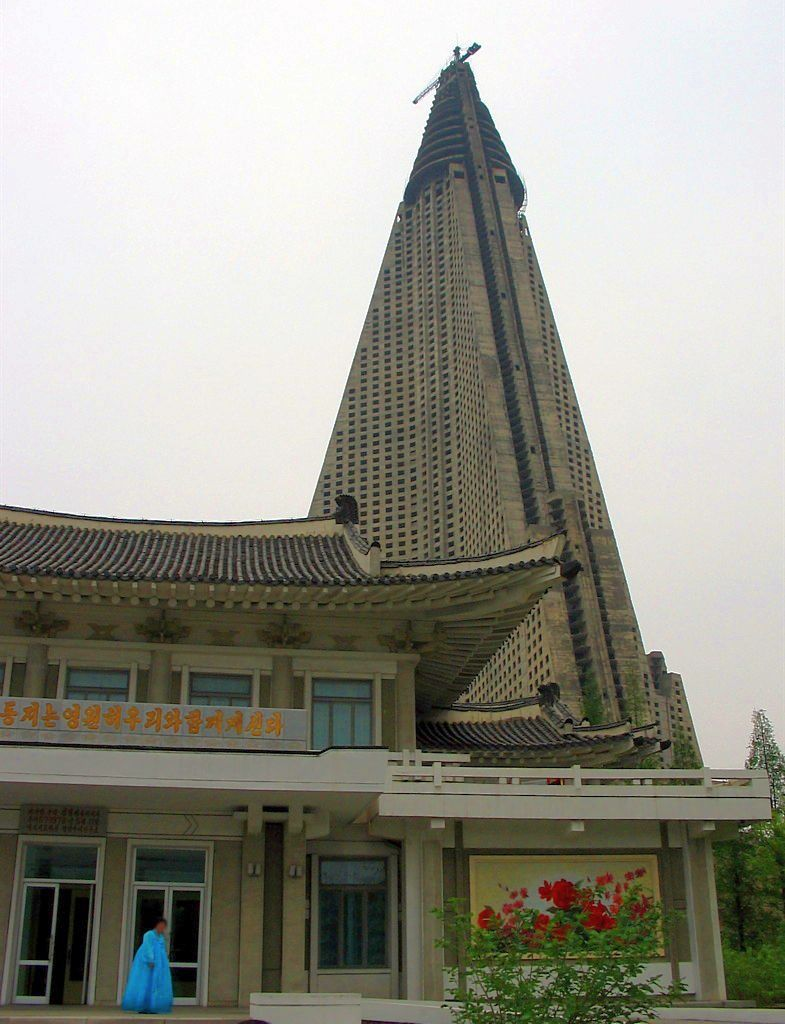
2005年5月
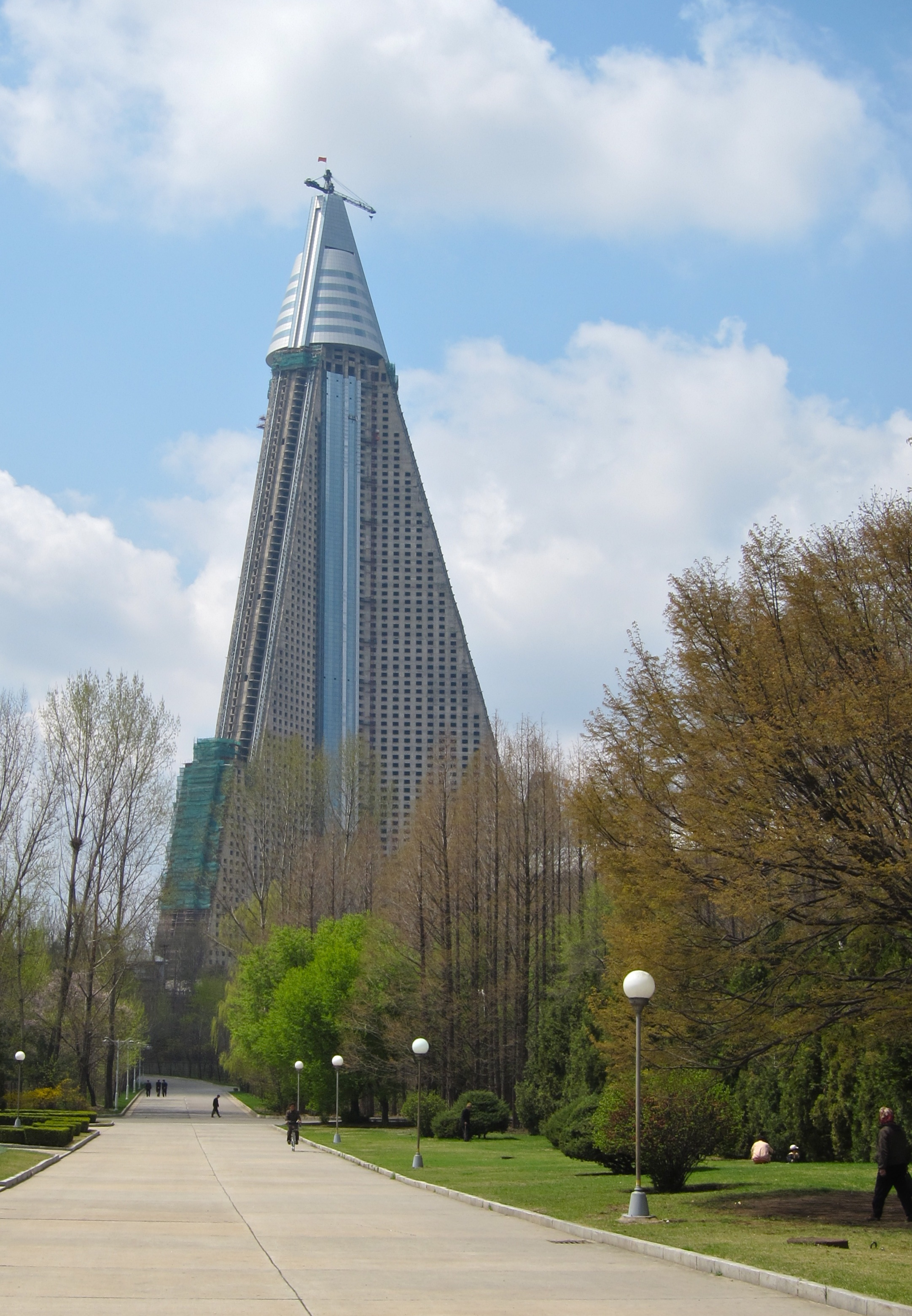
2010年4月
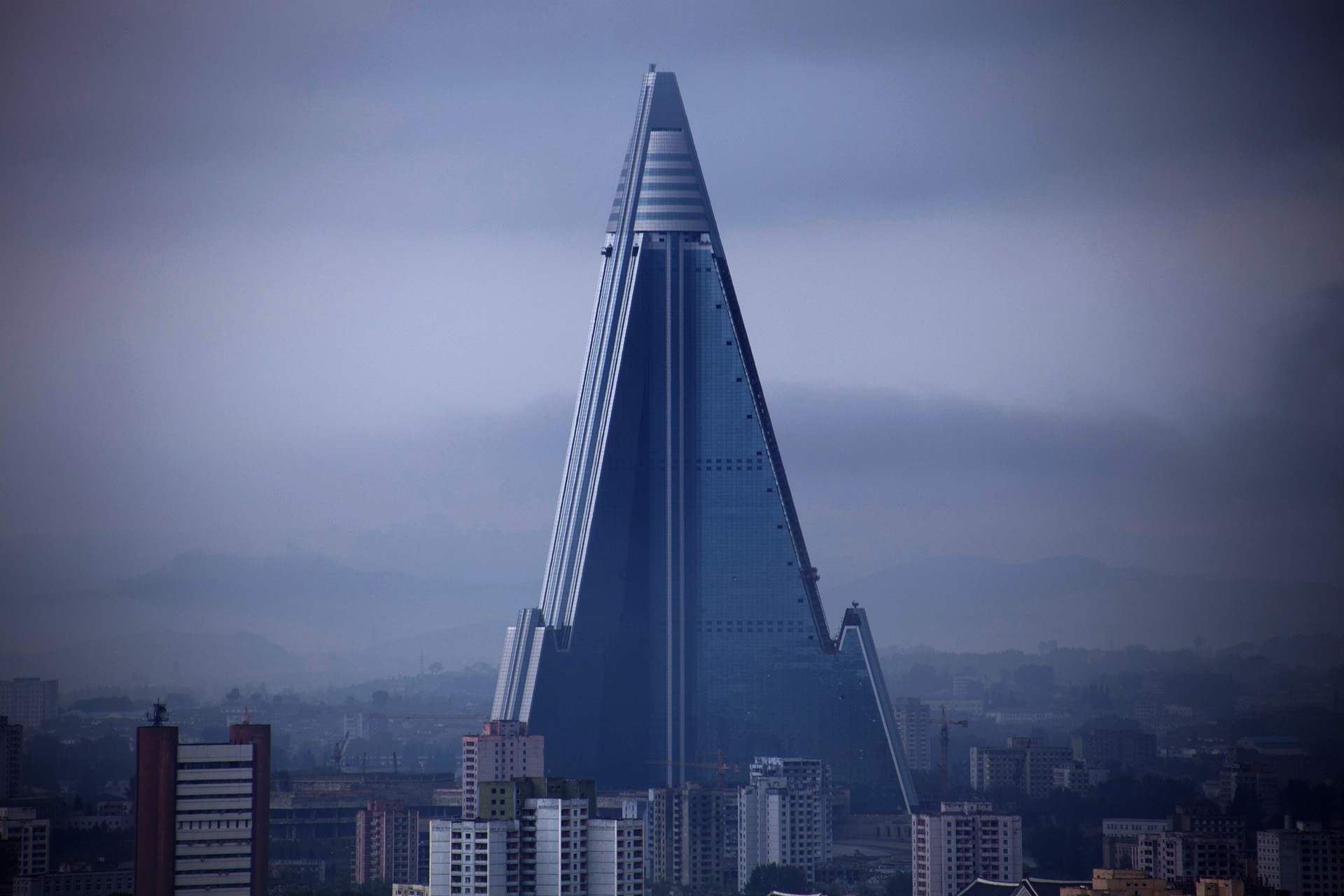
2010年9月
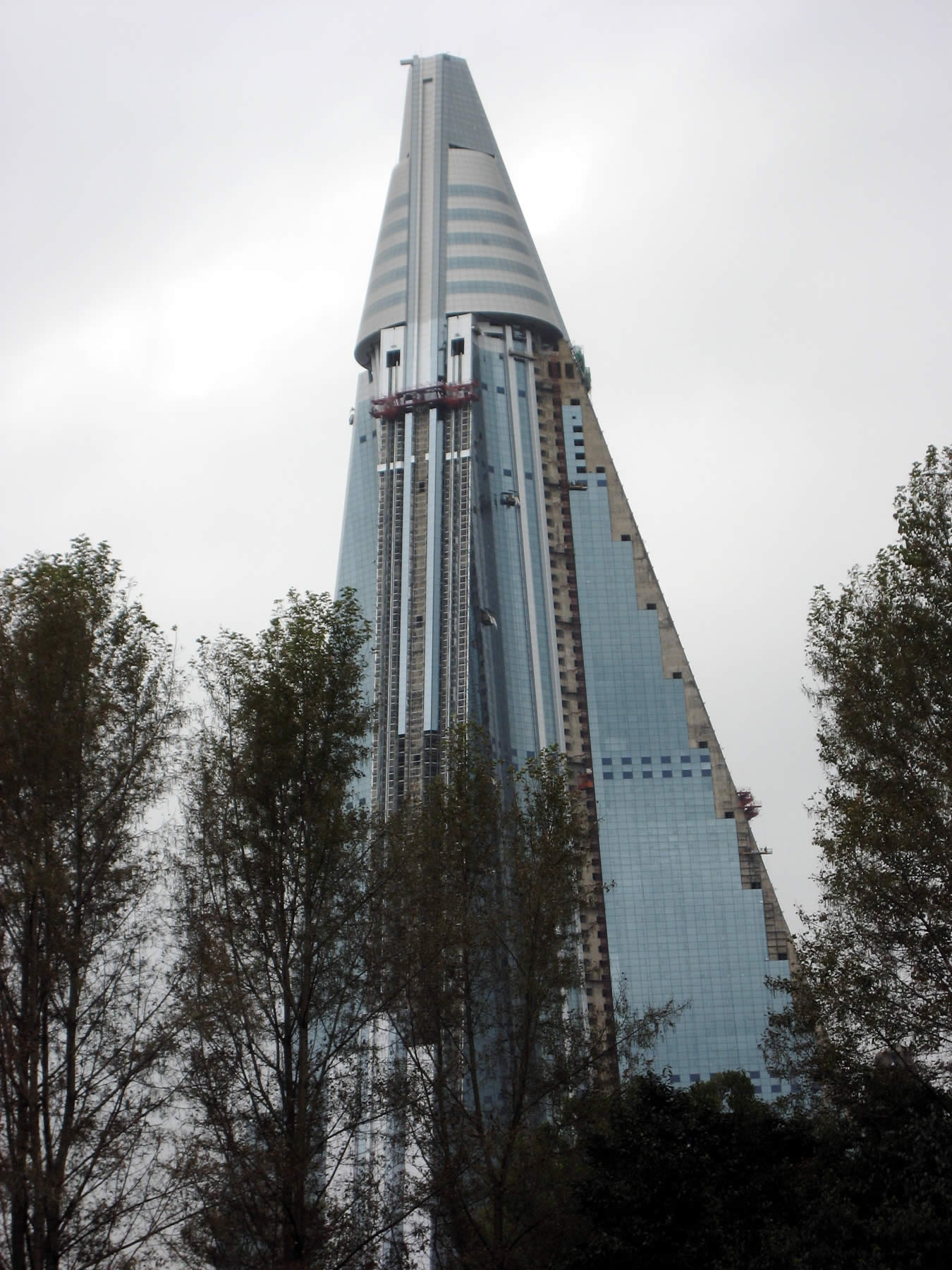
2010年10月
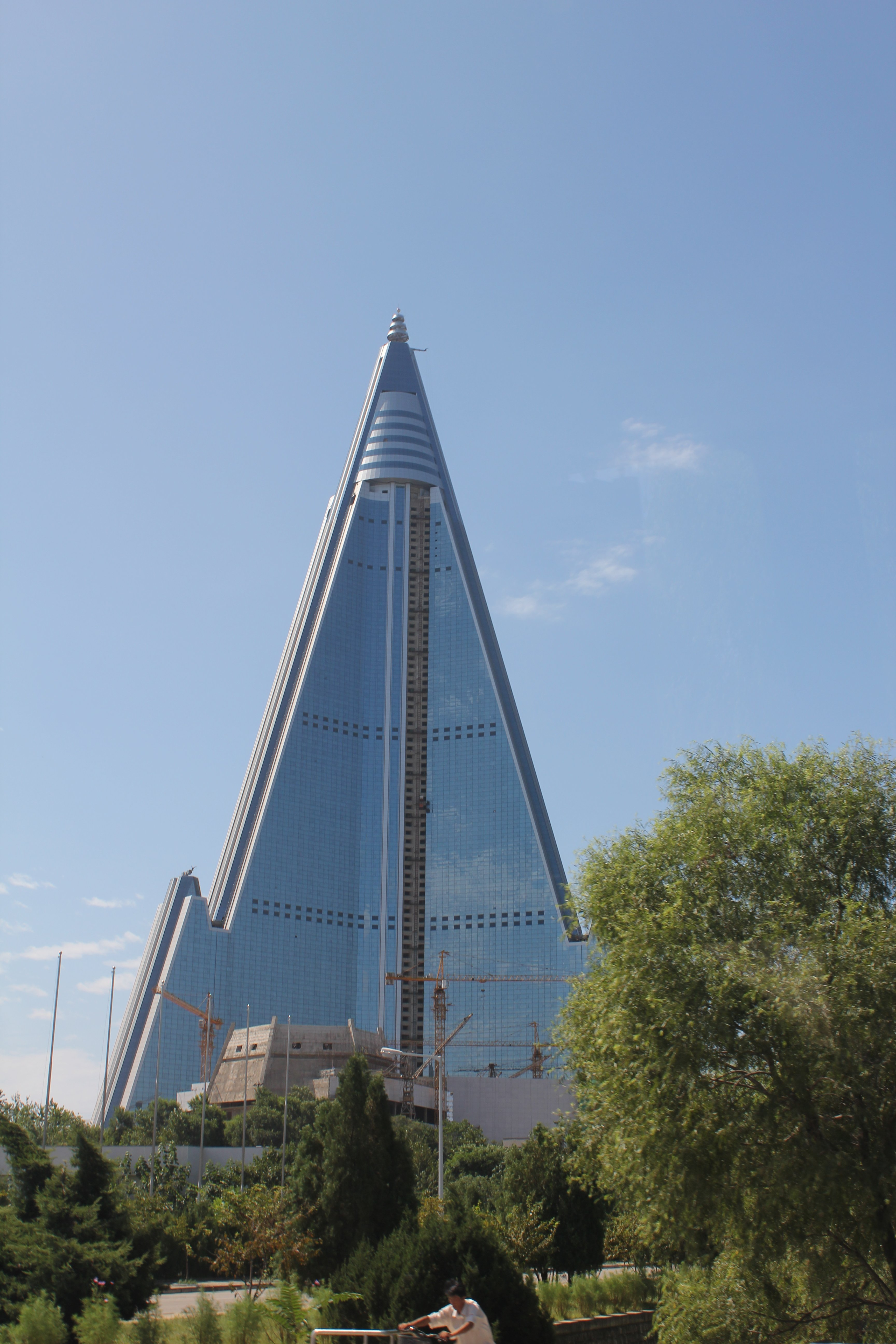
2011年9月
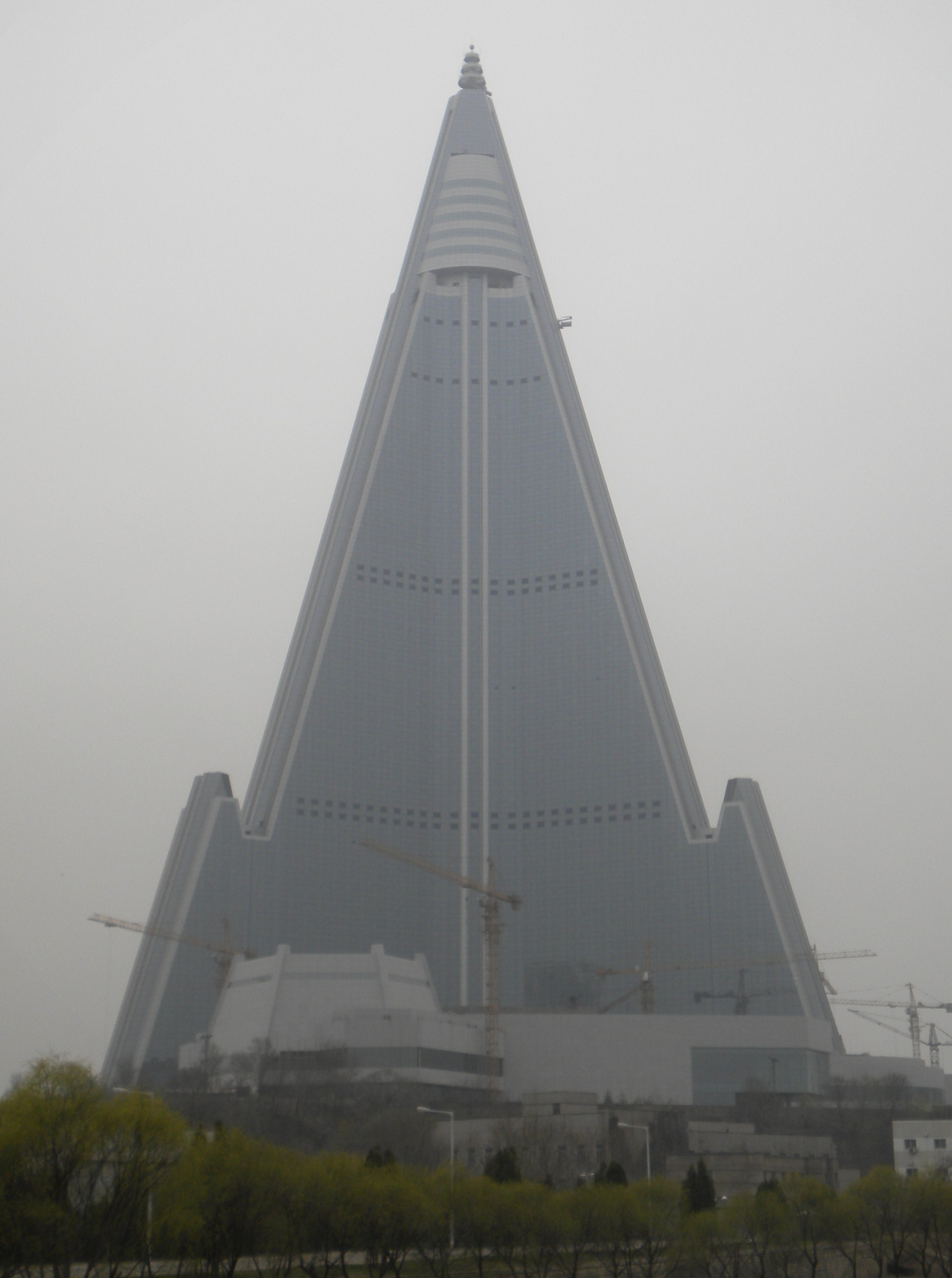
2012年4月
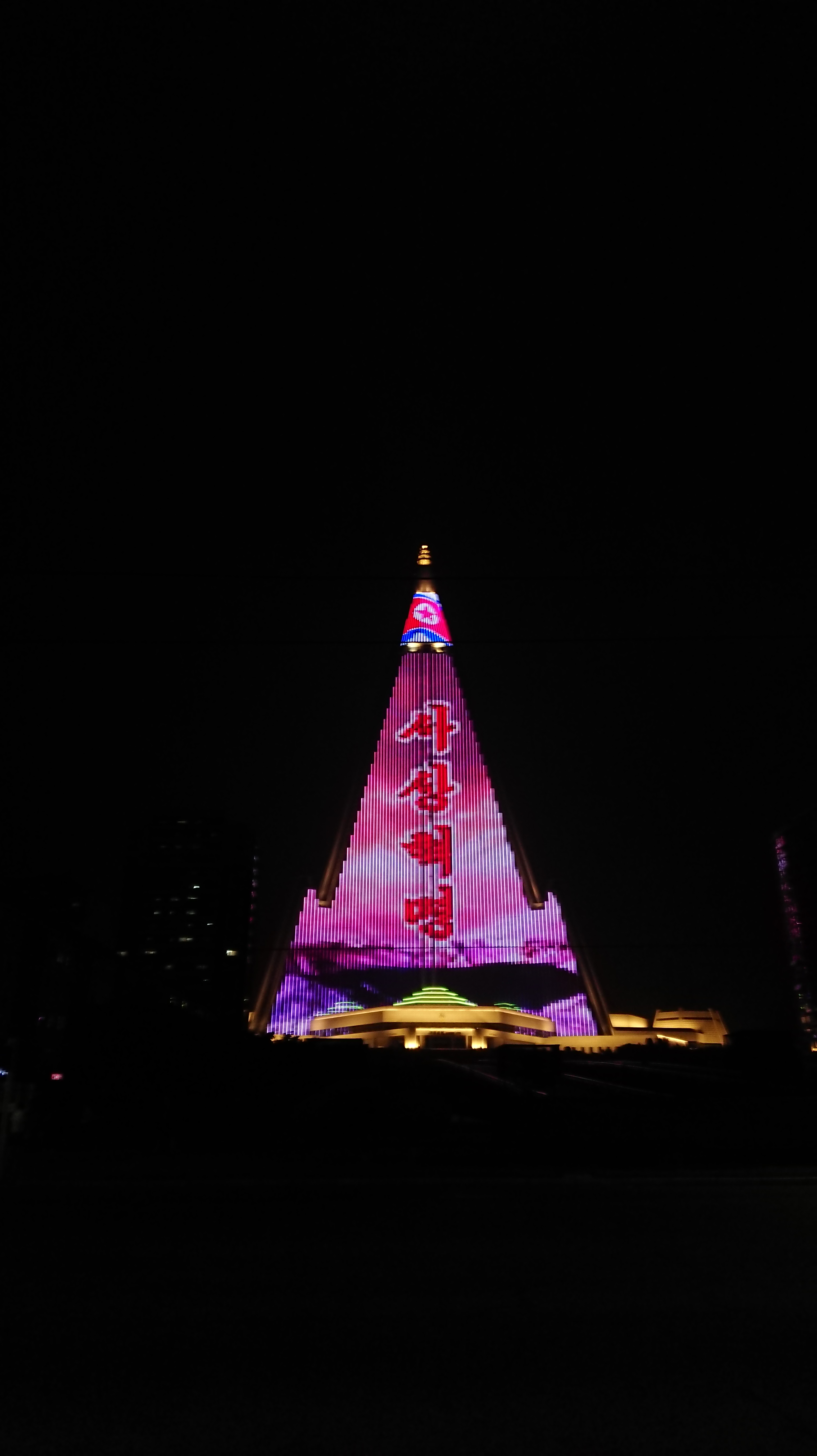
2019年7月

## 外部連結
- Ryugyong Hotel Tower in Pyongyang （页面存档备份，存于） （英文）
- Tallest building unoccupied - 吉尼斯世界纪录
- 柳京飯店 - Google地图
- OpenStreetMap上有關柳京飯店的地理